# Бушмин, Евгений Викторович
Евгений Викторович Бушмин (род. 4 октября 1958, село Лопатино, Сергачский район, Горьковская область — 6 октября 2019, Москва) — российский политический и государственный деятель, заместитель председателя Совета Федерации Федерального собрания Российской Федерации (с 2013), член комитета по конституционному законодательству и государственному строительству (с 2016), председатель комитета Совета Федерации по бюджету и финансовым рынкам (2001—2013). В 2001—2005 годы — представитель Нижегородской области в Совете Федерации, с 2005 года — Ростовской области. Депутат Государственной думы I созыва.

## Биография
Евгений Бушмин родился в 1958 году в деревне Лопатино Сергачского района Горьковской (ныне — Нижегородской) области.
В 1980 году окончил Горьковский государственный университет имени Н. И. Лобачевского по специальности инженер-экономист.
С 1989 года занимался практическими вопросами экономики рыночных отношений. В 1990 году создал в Горьком фирму, занимающуюся автоматизацией здравоохранения. С 1990 по 1993 год — директор нижегородской фирмы «Контур».
В 1993 году избран в депутаты Госдумы по Сергачскому избирательному округу, с 1993 по 1995 год был заместителем председателя депутатской группы «Либерально-демократический союз 12 декабря», входил в комитет по бюджету, налогам, банкам и финансам.
С 1996 года по 1998 год — заместитель руководителя Государственной налоговой службы, первый заместитель руководителя Государственной налоговой службы.
В 1998 году защитил кандидатскую диссертацию по теме «Формирование современной системы налогообложения: Организационно-экономический аспект». В этом же году назначен заместителем министра финансов, проработав в этой должности вплоть до 2001 года, когда был назначен представителем Нижегородской области в Совете Федерации Федерального собрания Российской Федерации. В 2004 году в Нижегородской области рассматривался вопрос о досрочном прекращении полномочий Бушмина, и даже губернатором Ходыревым был подписан соответствующий указ, но на уровне областного заксобрания решение не прошло.
По окончании полномочий представителя в Совфеде от Нижегородской области, 21 сентября 2005 года назначен представителем Ростовской области в Совете Федерации. В период с декабря 2001 года по апрель 2013 года — председатель комитета по бюджету и финансовым рынкам.
С апреля 2013 года — заместитель председателя Совета Федерации (избран на место Светланы Орловой, занявшей пост исполняющей обязанности губернатора Владимирской области), переизбран на этот пост в 2015 году. В 2018 году выступил ярым сторонником повышения пенсионного возраста для россиян.
6 октября 2019 года Евгений Бушмин скончался на 62-м году жизни после продолжительной онкоболезни. Похоронен 8 октября на Троекуровском кладбище города Москвы.

## Санкции
В 2014 году попал в санкционный список властей США в связи с аннексией Крыма, а также под санкции Евросоюза и ряда других стран за поддержку ввода российских войск на Украину.

## Государственные награды и почётные звания
- Орден Александра Невского (21 августа 2018) — за заслуги в укреплении российской государственности, развитии парламентаризма и многолетнюю добросовестную работу[15]
- Орден Почёта (2013)[16]
- Медаль ордена «За заслуги перед Отечеством» II степени
- Медаль «В память 850-летия Москвы»
- Медаль «В память 1000-летия Казани»
- Медаль Столыпина П. А. II степени[17]
- Медаль «За заслуги в пограничной деятельности»
- Медаль ФСБ РФ «За боевое содружество»
- Медаль ФСБ РФ «За взаимодействие с ФСБ России»
- Медаль МО РФ «За укрепление боевого содружества»
- Медаль ФТС «За укрепление таможенного содружества»
- Медаль ФСИН «За вклад в развитие УИС России» (в золоте)
- Медаль ФСИН «За вклад в развитие УИС России» (в серебре)
- Медаль ФМС «За заслуги»
- Медаль МО РФ «200 лет Министерству обороны»
- Медаль «90 лет ВЧК-КГБ-ФСБ»
- Медаль «65 лет атомной отрасли»
- Медаль «За возвращение Крыма»
- Памятная медаль «За заслуги в социально-трудовой сфере II степени»
- Медаль «За укрепление парламентского сотрудничества» (29 ноября 2018 года, Межпарламентская ассамблея СНГ) — за особый вклад в развитие парламентаризма, укрепление демократии, обеспечение прав и свобод граждан в государствах — участниках Содружества Независимых Государств[18]
- Медаль «МПА СНГ. 25 лет» (27 марта 2017 года, Межпарламентская ассамблея СНГ) — за заслуги в деле развития и укрепления парламентаризма, за вклад в развитие и совершенствование правовых основ функционирования Содружества Независимых Государств, укрепление международных связей и межпарламентского сотрудничества[19]

## Память
- В 2020 году, в Ростове-на-Дону на улице Суворова, дом № 26, в котором работал Евгений Бушмин, была установлена мемориальная доска[20][21].
- В 2021 году, в Нижнем Новгороде, на здании Института экономики и предпринимательства ННГУ им. Н.И. Лобачевского, была установлена мемориальная доска[10][22].